# Saison 2023-2024 du Bayern Munich
Maillots
Chronologie
Saison précédente Saison suivante
La saison 2023-2024 du Bayern Munich est la 59e saison consécutive en Bundesliga.

## Transferts

### Transferts estivaux
| Nom                | Nationalité  | Poste     | Transfert                     | Provenance/Destination | Division         |
| ------------------ | ------------ | --------- | ----------------------------- | ---------------------- | ---------------- |
| Arrivées           |              |           |                               |                        |                  |
| Harry Kane         | Angleterre   | Attaquant | Transfert (100M€)             | Tottenham Hotspur FC   | Premier League   |
| Kim Min-jae        | Corée du Sud | Défenseur | Transfert (50M€)              | SSC Naples             | Serie A          |
| Daniel Peretz      | Israël       | Gardien   | Transfert (5M€)               | Maccabi Tel-Aviv FC    | Ligat ha'Al      |
| Konrad Laimer      | Autriche     | Milieu    | Transfert libre               | RB Leipzig             | Bundesliga       |
| Raphaël Guerreiro  | Portugal     | Défenseur | Transfert libre               | Borussia Dortmund      | Bundesliga       |
| Tom Hülsmann       | Allemagne    | Gardien   | Premier contrat professionnel | Bayern Munich II       | -                |
| Tarek Buchmann     | Allemagne    | Défenseur | Premier contrat professionnel | Bayern Munich U19      | -                |
| Marcel Sabitzer    | Autriche     | Milieu    | Retour de prêt                | Manchester United      | Premier League   |
| Alexander Nübel    | Allemagne    | Gardien   | Retour de prêt                | AS Monaco              | Ligue 1          |
| Malik Tillman      | États-Unis   | Milieu    | Retour de prêt                | Glasgow Rangers        | Premiership      |
| Gabriel Vidović    | Croatie      | Attaquant | Retour de prêt                | Vitesse Arnhem         | Eredivisie       |
| Bright Arrey-Mbi   | Allemagne    | Défenseur | Retour de prêt                | Hanovre 96             | 2.Bundesliga     |
| Départs            |              |           |                               |                        |                  |
| Lucas Hernandez    | France       | Défenseur | Transfert (45M€)              | Paris Saint-Germain    | Ligue 1          |
| Ryan Gravenberch   | Pays-Bas     | Milieu    | Transfert (40M€)              | Liverpool FC           | Premier League   |
| Sadio Mané         | Sénégal      | Attaquant | Transfert (30M€)              | Al-Nassr FC            | Saudi Pro League |
| Benjamin Pavard    | France       | Défenseur | Transfert (30M€)              | Inter Milan            | Serie A          |
| Marcel Sabitzer    | Autriche     | Milieu    | Transfert (19M€)              | Borussia Dortmund      | Bundesliga       |
| Yann Sommer        | Suisse       | Gardien   | Transfert (6,75M€)            | Inter Milan            | Serie A          |
| Bright Arrey-Mbi   | Allemagne    | Défenseur | Fin de contrat                | Hanovre 96             | 2.Bundesliga     |
| Daley Blind        | Pays-Bas     | Défenseur | Fin de contrat                | Girona FC              | LaLiga           |
| Alexander Nübel    | Allemagne    | Gardien   | Prêt                          | VfB Stuttgart          | Bundesliga       |
| Malik Tillman      | États-Unis   | Milieu    | Prêt                          | PSV Eindhoven          | Eredivisie       |
| Gabriel Vidović    | Croatie      | Attaquant | Prêt                          | Dinamo Zagreb          | SuperSport HNL   |
| Josip Stanišić     | Croatie      | Défenseur | Prêt                          | Bayer 04 Leverkusen    | Bundesliga       |
| Paul Wanner        | Allemagne    | Défenseur | Prêt                          | SV Elversberg          | 2.Bundesliga     |
| Arijon Ibrahimović | Allemagne    | Attaquant | Prêt                          | Frosinone Calcio       | Serie A          |
| Johannes Schenk    | Allemagne    | Gardien   | Prêt                          | Preußen Münster        | 3.Liga           |
| João Cancelo       | Portugal     | Défenseur | Fin de prêt                   | Manchester City        | Premier League   |

### Transferts hivernaux
| Nom            | Nationalité | Poste     | Transfert                          | Provenance/Destination | Division       |
| -------------- | ----------- | --------- | ---------------------------------- | ---------------------- | -------------- |
| Arrivées       |             |           |                                    |                        |                |
| Eric Dier      | Angleterre  | Défenseur | Prêt                               | Tottenham Hotspur      | Premier League |
| Sacha Boey     | France      | Défenseur | Transfert (30M€)                   | Galatasaray SK         | Süper Lig      |
| Bryan Zaragoza | Espagne     | Milieu    | Prêt (4M€) + OA obligatoire (13M€) | Granada CF             | LaLiga         |
| Départs        |             |           |                                    |                        |                |

## Compétitions
| Bundesliga       | Ligue des Champions                           | Coupe d'Allemagne                         | Supercoupe d'Allemagne             |
| ---------------- | --------------------------------------------- | ----------------------------------------- | ---------------------------------- |
| 50 points        | Demis-Finale Face au Réal Madrid (4-3 cumulé) | Deuxième tour face au FC Sarrebruck (2-1) | Finaliste face au RB Leipzig (0-3) |
| 16V 2N 4D        | 5V 1N 1D                                      | 1V 0N 1D                                  | 0V 0N 1D                           |
| TOTAL: 22V 3N 7D |                                               |                                           |                                    |

### Supercoupe d'Allemagne
Lors de la Supercoupe d'Allemagne, Leipzig a remporté le titre au terme d'un match parfait, marquant ainsi la première victoire de ce trophée de l'histoire du club. Malgré une domination du Bayern, l'équipe a eu du mal à être réellement dangereuse ou à prendre ses adversaires en défaut, ce qui a abouti à une défaite cinglante. Grâce à une performance exceptionnelle de Dani Olmo, qui a réalisé un triplé, Leipzig a réussi à prendre l'avantage et à maintenir sa position tout au long du match.

### Championnat

#### Journées 1 à 5
Lors de leur début de saison en Bundesliga, le Bayern Munich a remporté une victoire avec une solide performance face à leur adversaire. Malgré un début fort avec un but marqué par Sané dès la 4e minute, les Bavarois ont eu du mal à se mettre à l'abri pendant une grande partie du match, mais ont réussi à dérouler et à marquer plusieurs buts lors du dernier quart d'heure. Harry Kane, faisant ses débuts en Bundesliga avec le Bayern, a marqué un but et offert une passe décisive avant de céder sa place. La victoire du Bayern a été ponctuée par une frappe puissante de Mathys Tel, offrant ainsi un spectacle complet aux fans. Le Bayern Munich a remporté sa deuxième victoire consécutive en Bundesliga, se plaçant ainsi juste derrière l'Union Berlin au classement. L'équipe a maîtrisé la partie, avec Harry Kane marquant un doublé, portant son total de buts à trois pour la saison. Malgré un but marqué en toute fin de match, Augsbourg reste à la 11e place du classement. Malgré un retard à la pause contre le jeu en cours, le Bayern Munich a renversé la situation en seconde période, grâce à des buts de Sané et Tel, ce dernier se révélant décisif après être entré en jeu en tant que remplaçant. Bien que solidaires, les joueurs de M'Gladbach ont fini par céder sous la pression intense exercée par le Bayern, de plus en plus fatigués au fil du match. Cette victoire permet au Bayern de rejoindre Leverkusen avec un bilan parfait de 3 victoires en autant de matches. Lors du choc de la 4e journée de Bundesliga, le Bayern Munich a été tenu en échec 2-2 par le Bayer Leverkusen, marquant ainsi la fin de leur série de victoires consécutives en championnat. Harry Kane a ouvert le score pour le Bayern dès la 7e minute, mais Alejandro Grimaldo a égalisé pour Leverkusen avec un superbe coup franc à la 24e minute. Leon Goretzka a redonné l'avantage au Bayern à la 86e minute, avant qu'Exequiel Palacios n'égalise dans le temps additionnel sur penalty après examen de la VAR. Malgré ce match nul, les deux équipes restent en tête de la Bundesliga avec 10 points chacune, Leverkusen occupant la première place au goal average. Lors de la 5e journée de Bundesliga, le Bayern Munich a remporté une victoire écrasante de 7-0 contre Bochum à l'Allianz Arena. Le festival de buts a débuté avec un premier but d'Eric Choupo-Moting dès la 4e minute, suivi par un doublé d'Harry Kane en première mi-temps. Matthijs de Ligt a également contribué avec un but de la tête, tandis que Leroy Sané a profité des erreurs défensives de Bochum pour marquer. En seconde période, le Bayern a ajouté trois buts supplémentaires, dont un triplé d'Harry Kane, portant son total de buts en Bundesliga à sept lors de ses cinq premiers matchs. La victoire du Bayern s'est révélée être une démonstration de force offensive et de domination incontestable sur le terrain.

#### Journées 6 à 10
Malgré une première mi-temps difficile, le Bayern Munich a réussi à se remettre dans le match après être mené de deux buts, parvenant à égaliser dans une partie intense et palpitante. Les vingt dernières minutes ont été particulièrement animées, avec les deux équipes se battant pour la victoire. À la fin du match, aucune équipe n'a réussi à l'emporter, laissant le Bayern à la 3e place et le RB Leipzig à la 5e place du classement de la Bundesliga. Dans un match de Bundesliga, le Bayern Munich a renoué avec la victoire en dominant Fribourg de manière convaincante. Les buts de Coman, avec un doublé, et Sané, qui a marqué le deuxième but et vu un autre but être refusé, ont été les points forts de l'équipe dirigée par Tuchel. Malgré leurs efforts, les joueurs de Fribourg n'ont jamais vraiment été en mesure de mettre en difficulté le gardien Ulreich. Cette victoire place le Bayern à la troisième place du classement, à seulement deux points du leader Leverkusen. Le Bayern Munich a montré deux facettes distinctes lors de leur match récent. D'un côté, ils ont démontré un jeu offensif flamboyant, s'appuyant sur une stratégie bien élaborée et des performances individuelles impressionnantes, notamment de Musiala et Kimmich. Cependant, leur performance défensive a été plus précaire, malgré le fait d'avoir encaissé un seul but face à l'équipe de Mayence. La résilience de la défense du Bayern a été mise à l'épreuve, avec deux poteaux sauvant l'équipe de l'encaissement de buts supplémentaires, face à une équipe de Mayence bien dirigée par le jeune Gruda. Lors de la neuvième journée de Bundesliga, le Bayern Munich a écrasé Darmstadt avec un score final de 8-0. Le retour de Manuel Neuer, après une absence de 350 jours en raison d'une blessure, a marqué un moment important pour l'équipe. Malgré l'expulsion précoce de Joshua Kimmich, le Bayern a largement dominé Darmstadt, profitant également des cartons rouges reçus par Klaus Gjasula et Matej Maglica. Harry Kane s'est distingué en marquant un triplé, dont un but remarquable depuis 55 mètres, lobant le gardien adverse. Les autres buteurs pour le Bayern incluent Leroy Sané, Jamal Musiala et Thomas Müller, contribuant à la victoire écrasante de l'équipe. Avec cette victoire, le Bayern reprend provisoirement la tête du classement, avec Harry Kane se rapprochant à deux unités du meilleur buteur, Serhou Guirassy, malgré la défaite de Stuttgart face à Hoffenheim. Dans un match important, le Bayern Munich a écrasé le Borussia Dortmund sur le score de 4-0, avec un triplé impressionnant de Harry Kane. Le Bayern a rapidement pris l'avantage, avec un but d'Upamecano suivi d'une passe décisive de Sané pour Kane. Dortmund a eu du mal à réagir et n'a cadré aucun tir en première mi-temps. Malgré quelques tentatives de retour, le Bayern a maintenu sa domination, Kane marquant deux autres buts, portant ainsi le Bayern à seulement deux points du leader de la Bundesliga, le Bayer Leverkusen.

#### Journées 11 à 15
Le Bayern Munich a pris la tête de la Bundesliga après avoir vaincu Heidenheim, malgré une période tendue en seconde mi-temps. Malgré deux buts encaissés en trois minutes suivant un doublé de Kane avant la pause, les Bavarois ont réussi à dompter leur adversaire. Les entrants ont été décisifs, avec des buts marqués par Guerreiro et Choupo-Moting, permettant au Bayern de retrouver la première place provisoire au classement. Le Bayern a remporté une victoire importante pour reprendre la tête du classement. Malgré une première période dynamique et un 18e but de Kane, l'équipe a géré la seconde période sans marquer davantage contre des adversaires impuissants. Cette 10e victoire replace le Bayern en tête du classement à l'issue du match, tandis que Cologne se retrouve en dernière position. Le Bayern Munich a repris du poil de la bête lors d'un match face à un adversaire limité, notamment après la sortie prématurée de Volland pour blessure. Bien que leur performance n'ait pas été impressionnante, le Bayern a assuré l'essentiel et se retrouve maintenant à seulement 4 points du leader, Leverkusen. Malgré une tentative de Harry Kane qui a heurté le poteau, le but crucial de Raphaël Guerreiro a été décisif dans la course au titre. Le Bayern Munich subit sa première défaite de la saison contre Francfort. Malgré le but de Kimmich avant la pause, les Bavarois ont été dépassés par l'intensité de l'Eintracht. Les performances de Marmoush, Dina Ebimbe et Knauff, avec un but et des passes décisives, ont été cruciales pour Francfort, qui a maintenu une pression constante pendant toute la rencontre. Le Bayern Munich a logiquement dominé Stuttgart à domicile, remportant ainsi leur 11e victoire de la saison en championnat grâce à un doublé d'Harry Kane et à un but de Min-jae Kim. Cette victoire maintient le Bayern à seulement quatre points du leader actuel de la Bundesliga, Leverkusen, tout en maintenant Stuttgart à la 4e place au classement.  

#### Journées 16 et 17
Le Bayern Munich s'est montré plus solide que Wolfsburg en prenant l'avantage avant la mi-temps et en gérant ensuite tranquillement leur avance face à des Loups qui ont eu des moments tranchants. Manuel Neuer a assuré la victoire de son équipe en repoussant une frappe lointaine d'Arnold. À la pause, les Bavarois se positionnent en deuxième place derrière le Bayer Leverkusen au classement. Le Bayern Munich a rendu hommage à Franz Beckenbauer avec une performance impressionnante. Grâce à la qualité technique de Musiala et à l'implication de Kane, l'équipe a dominé son adversaire. Malgré la ténacité de Hoffenheim, les Bavarois ont fait preuve de sang-froid et de dextérité pour s'imposer avec autorité.

#### Journées 18 à 22
Le Bayern Munich subit une mauvaise performance au classement général, accumulant désormais un retard de 7 points sur le Bayer Leverkusen avec un match en moins. En revanche, le Werder Brême réalise une avancée significative dans la lutte pour le maintien, avec une avance de 9 points sur Mayence, l'équipe en position de barrage. Le Bayern Munich a mis la pression sur le Bayer Leverkusen en remportant un derby malgré les blessures, notamment celle de Coman. Ils ont su trouver les ressources nécessaires pour gagner grâce à Pavlovic, Davies et Kane, ce dernier marquant son 23e but en championnat. Bien que Demirovic ait inscrit un doublé pour l'adversaire, Neuer a également arrêté un penalty tiré par Michel, qui était entré en jeu en tant que remplaçant. Le Bayern Munich maintient sa proximité avec le leader en signant une troisième victoire consécutive, avec une seconde période solide. Ils restent à seulement 2 points du leader, qui a également remporté sa rencontre. Malgré une belle résistance du Borussia Mönchengladbach, ils demeurent à la 11e place au classement. Le Bayer Leverkusen a donné une leçon de football au champion d'Allemagne en titre, le Bayern Munich, en remportant une victoire impressionnante. Avec trois buts marqués, dont deux en contre-attaque, Leverkusen a affiché une domination totale dans tous les secteurs du jeu. Cette performance leur a permis de prendre une avance de cinq points en tête de la Bundesliga. Le Bayern Munich, confronté à une série de défaites, a subi sa troisième défaite consécutive en une semaine. Pendant ce temps, l'équipe de Bochum avance vers le maintien, avec un Stöger qui joue un rôle crucial en tant que passeur et buteur. Lors du match précédent à Rome, Dayot Upamecano a été expulsé, et lors de ce match, même après être sorti du banc, il a concédé un penalty avant d'être expulsé à nouveau.

#### Journées 23 à 27
Dans un match tendu, le Bayern Munich a montré du caractère en fin de match pour vaincre le RB Leipzig. Harry Kane a marqué deux buts, portant son total à 27 buts en Bundesliga. Cette victoire permet aux Bavarois de réduire l'écart avec le Bayer Leverkusen, leader invaincu, à huit points. Le Bayern Munich a été ralenti une fois de plus lors d'un match où ils ont d'abord été menés, mais ont réussi à égaliser grâce à Mathys Tel, puis à prendre l'avantage lorsque Musiala a brillé. Un changement tactique a vu Musiala sortir et Upamecano entrer, ce qui a eu pour effet de faire reculer tout le bloc. Fribourg a exercé une forte pression pour égaliser, privant ainsi les Bavarois d'une seconde victoire consécutive. Le Bayern Munich a remporté une victoire écrasante contre Mayence, avec une performance exceptionnelle d'Harry Kane, qui a marqué son quatrième triplé en Bundesliga, portant son total à 30 buts cette saison. Leon Goretzka a également brillé en inscrivant un doublé et en délivrant deux passes décisives. De plus, Jamal Musiala a contribué au score en marquant un but et en offrant deux autres buts à ses coéquipiers. Cette victoire a été célébrée comme une fête par les supporters du Bayern. Le Bayern Munich a dominé Darmstadt lors d'un match de la Bundesliga, s'imposant grâce à un doublé spectaculaire de Musiala. Avec une performance étincelante, Musiala a été le point focal de la victoire du Bayern, les propulsant à un deuxième succès consécutif dans le championnat allemand. Cette victoire rapproche le Bayern à seulement 7 points du leader, le Bayer, dans la course au titre. Pendant ce temps, Darmstadt continue de lutter, enregistrant une série désastreuse de 20 matchs sans victoire, soulignant les défis auxquels le club est confronté. Dans un affrontement électrisant, le Borussia Dortmund a réalisé un coup de force en battant le Bayern Munich, porté par son leader Hummels. Cette victoire laisse le Bayern désormais distancé de 13 points par le Bayer Leverkusen, leader invaincu du championnat. Adeyemi et Ryerson ont brillé, relançant ainsi leurs espoirs de qualification pour la Ligue des Champions. Cette victoire revêt une importance historique pour le BVB, qui attendait un succès en Bavière depuis avril 2014.

#### Journées 28 à 32
Dans un match haletant, Heidenheim a bouleversé la hiérarchie en battant le Bayern Munich ! Malgré sa domination initiale, le Bayern s'est retrouvé dépassé dans le jeu, encaissant deux buts en seulement sept minutes avant la pause. Au retour des vestiaires, les changements tactiques opérés par Heidenheim ont été déterminants, avec les entrées remarquables de Sessa, auteur d'un but crucial, et de Pieringer, impliqué dans deux passes décisives. La défense du Bayern a paru vulnérable face à l'attaque agressive de Heidenheim, mettant en lumière des lacunes inattendues dans l'équipe bavaroise. Ce résultat surprenant souligne la compétitivité féroce de la Bundesliga et la capacité des équipes moins cotées à rivaliser avec les poids lourds comme le Bayern Munich. Dans un match face à un FC Cologne déterminé, le Bayern Munich a réussi à décrocher sa 20e victoire en championnat. Cependant, la victoire a été entachée par la blessure de Kingsley Coman, qui a dû quitter le terrain en raison d'une blessure à l'adducteur droit. Cette victoire arrive juste avant le match retour contre les Gunners en quarts de finale de la Ligue des Champions, soulevant des préoccupations quant à la disponibilité de Coman pour ce match crucial. Le Bayern Munich a dominé l'Union Berlin, malgré un but encaissé dans les arrêts de jeu. L'Union Berlin subit sa 17ème défaite de la saison et n'a que 3 points d'avance sur le barragiste. Le Bayern a conclu une semaine avec trois victoires, notamment grâce à de bonnes performances de Tel et Müller. Harry Kane contribue à la quatrième victoire consécutive du Bayern Munich, renforçant ainsi leur position de dauphin derrière le Bayer avant le match entre Leverkusen et Stuttgart. Bien qu'ils n'aient pas brillé et qu'ils aient été surpris par Ekitike, les joueurs munichois peuvent exprimer leur gratitude envers l'international anglais, qui a marqué ses 34e et 35e buts de la saison en Bundesliga.

#### Évolution du classement et des résultats
| Journée  | 1  | 2  | 3  | 4  | 5   | 6  | 7  | 8  | 9  | 10 | 11 | 12 | 13  | 14 | 15 | 16 | 17 | 18 | 19 | 20 | 21 | 22 | 23 | 24 | 25 | 26 | 27 | 28 | 29 | 31 | 30 | 32 | 33 | 34 | Journées en tête |
| -------- | -- | -- | -- | -- | --- | -- | -- | -- | -- | -- | -- | -- | --- | -- | -- | -- | -- | -- | -- | -- | -- | -- | -- | -- | -- | -- | -- | -- | -- | -- | -- | -- | -- | -- | ---------------- |
| Résultat | V  | V  | V  | N  | V   | N  | V  | V  | V  | V  | V  | V  | V   | D  | V  | V  | V  | D  | V  | V  | D  |    |    |    |    |    |    |    |    |    |    |    |    |    | —                |
| Rang     | 2e | 2e | 2e | 2e | 1er | 3e | 3e | 3e | 2e | 2e | 2e | 2e | 1er | 2e | 2e | 2e | 2e | 2e | 2e | 2e | 2e |    |    |    |    |    |    |    |    |    |    |    |    |    | 2                |

### Ligue des champions

#### Parcours en Ligue des champions
Dans un match spectaculaire, le Bayern Munich a remporté la victoire, marquant trois buts en huit minutes lors d'une fin de rencontre palpitante. Malgré une performance tardive en termes de changements offensifs, Manchester United a subi sa troisième défaite consécutive, laissant place à des sentiments de regret pour l'équipe. Dans un match difficile contre Copenhague, le Bayern Munich a réussi à s'imposer, bien que l'équipe ait eu du mal à attaquer pendant une grande partie du match. Malgré avoir été surpris au retour des vestiaires, les joueurs, notamment avec l'aide décisive de Mathys Tel, ont démontré une grande capacité de réaction, obtenant ainsi leur 15e victoire consécutive en phase de groupes de la Ligue des champions et conservant la tête du groupe A. Malgré une première période difficile face à une équipe stambouliote ambitieuse, le Bayern Munich a consolidé sa première place en faisant preuve d'un grand réalisme lors de la seconde période, reprenant l'avantage grâce à des actions décisives du duo Kane-Musiala. Avec cette victoire, le Bayern termine la phase aller avec cinq points d'avance sur ses poursuivants. Dans le match retour contre Galatasaray, Kane propulse le Bayern en huitièmes de finale ! Malgré la résistance tenace de l'équipe turque, le Bayern a assuré sa qualification grâce à un doublé de Kane en toute fin de match. Galatasaray, classé 3e, affrontera Man United lors de la prochaine rencontre, conservant ainsi une chance de se qualifier pour le tour suivant. Le Bayern Munich a connu une performance en demi-teinte, manquant d'allant et de rythme, ce qui lui a coûté ses premiers points dans la poule A. La vigilance de Manuel Neuer a permis d'éviter la défaite dans le final, avec une double parade décisive face à Mohamed Elyounoussi. Dans un match où l'adversaire semblait en difficulté, le Bayern Munich a démontré son sérieux et son application, ne nécessitant pas d'exploits particuliers pour s'imposer et ainsi valider un impressionnant 40e match consécutif sans défaite en phase de poules de la Ligue des champions. Kingsley Coman, bien servi par Harry Kane, a été l'auteur du but décisif qui a scellé l'élimination de Manchester United, mettant ainsi fin à leur parcours européen pour cette saison.

### Coupe d'Allemagne
Malgré l'absence de plusieurs joueurs clés, le Bayern Munich a remporté une victoire écrasante de 4-0 contre Preussen Munster, une équipe de troisième division allemande, lors des 32e de finale de la Coupe d'Allemagne. Le Français Mathys Tel a marqué un but en fin de partie, ajoutant à la domination du Bayern. Eric Maxim Choupo-Moting a ouvert le score dès la 9e minute, suivi par des buts de Konrad Laimer et Frans Krätzig avant la pause. 

Le Bayern Munich a subi une défaite surprenante face au FC Saarbrucken, classé quinzième en troisième division allemande, en Coupe d'Allemagne. Malgré le premier but marqué par Thomas Müller, l'équipe munichoise a finalement concédé deux buts, marqués par Patrick Sontheimer juste avant la mi-temps et par Marcel Gaus dans les arrêts de jeu. Cette défaite signifie que le trophée de la Coupe d'Allemagne ne sera pas remporté par le Bayern pour la quatrième saison consécutive, marquant une période inhabituelle de disette pour le club bavarois.

## Joueurs et encadrement technique

### Effectif professionnel
En grisé, les sélections de joueurs internationaux chez les jeunes mais n'ayant jamais été appelés aux échelons supérieur une fois l'âge limite dépassé.

## Statistiques

### Statistiques collectives
| Compétition            | Débute au tour  | Termine   | Matches joués | Gagnés | Nuls | Perdus | Buts pour | Buts contre | Différence |
| ---------------------- | --------------- | --------- | ------------- | ------ | ---- | ------ | --------- | ----------- | ---------- |
| Bundesliga             | -               | -         | 21            | 16     | 3    | 3      | 59        | 22          | +37        |
| Coupe d'Allemagne      | 1er Tour        | 2e Tour   | 2             | 1      | 0    | 1      | 5         | 2           | +3         |
| Ligue des champions    | Phase de groupe | -         | 7             | 5      | 1    | 1      | 12        | 7           | +5         |
| Supercoupe d'Allemagne | Finale          | Finaliste | 1             | 0      | 0    | 1      | 0         | 3           | -3         |
| Total                  | -               | -         | 31            | 22     | 3    | 6      | 76        | 34          | +42        |